# Eléni Sotiríou
Eléni Sotiríou (grec moderne : Ελένη Σωτηρίου), née en 1972 à Erythrés en Grèce, est une femme politique grecque.

## Biographie
Aux élections législatives grecques de janvier 2015, elle est élue députée au Parlement grec sur la liste de la SYRIZA dans la circonscription de l'Attique.